# Alexandre Bernheim
Pour les articles homonymes, voir Bernheim.
Alexandre Bernheim, né le 4 avril 1839 à Besançon et mort le 2 mars 1915 à Paris est un opticien, photographe  et marchand d'art français.

## Biographie
Alexandre Bernheim est le fils de Joseph Bernheim (1799-1859), marchand de couleurs, et de Madeleine Mayer.
Il épouse Henriette Adler.
Il emménage à Bruxelles, où il a son atelier de photographie.
Sur les conseils de son ami Gustave Courbet, il arrive en famille à Paris, installe son atelier dans la rue Neuve, et ouvre en 1863 au 8 rue Laffitte, la Galerie Bernheim-Jeune.
En 1901, c'est dans sa galerie qu'a lieu la première exposition de Vincent van Gogh.
Sa fille Marguerite épouse Jack Aghion en 1892, Gabrielle épouse en 1899 le peintre Félix Vallotton, et ses fils, Joseph (1870-1941) et Gaston (1870-1953), qui l'assistent à la galerie, épousent le même jour les sœurs Adler
En 1913, il participe à la vente de L'Origine du monde.
Il est mort à son domicile de l'avenue Hoche à l'âge de 75 ans. Il est enterré au Cimetière du Montparnasse.